# Маттія Пеше
Маттія Пеше (італ. Mattia Pesce, 3 грудня 1989) — італійський плавець.
Учасник Олімпійських Ігор 2012 року.
Призер Чемпіонату Європи з водних видів спорту 2012 року.
Призер літньої Універсіади 2011 року.
Чемпіон світу з плавання серед юніорів 2006 року.